# Mount Cecily
Mount Cecily ist ein markanter und 2870 m hoher Berg in der antarktischen Ross Dependency. Er ragt 4 km nordwestlich des Mount Raymond in den Grosvenor Mountains des Transantarktischen Gebirges auf. 
Den Berg trennt der Mill-Gletscher von der Dominion Range, wohin ihn seine Entdecker, Teilnehmer der Nimrod-Expedition (1907–1909) unter der Leitung des britischen Polarforschers Ernest Shackleton, in frühen Karten irrtümlich verorteten. Benannt ist er nach Cecily Shackleton (1906–1957), Ernest Shackletons einziger Tochter.